# (12368) Mutsaers
(12368) Mutsaers (1994 CM11) – planetoida z pasa głównego asteroid okrążająca Słońce w ciągu 3 lat i 224 dni w średniej odległości 2,35 j.a. Została odkryta 7 lutego 1994 roku.